# 利类思
路多維科·布里奧（Lodovico Buglio，1606年1月26日—1682年10月7日），漢名利类思，字再可，天主教耶稣会传教士，意大利西西里岛贵族出身。《聖教入川記》亦有音譯作布格略。

## 生平
利类思16岁加入耶稣会，早年在故乡教书，1635年4月13日启程赴中国传教，先赴澳门学习汉语，后前往成都传教，在当地建立了第一个天主教教堂。
1643年，为躲避张献忠带来的战乱，与安文思避居绵阳，后在吴继善的推荐下为张献忠服务。张献忠败亡后，两人向清朝军队统帅肃亲王豪格投降，被带往北京，获释后建立了北京东堂。
在北京期间，利类思加入了与杨光先的论战，写出了《不得已辨》等文章，对杨光先进行驳斥。其后与汤若望、南怀仁和安文思四人被允许留在北京，供奉朝廷，直至逝世。
在华期间，利类思翻译并撰写了大量宗教著作，包括《尼西亚信经》、《天学传概》、《弥撒经典》、《圣事礼典》、《司铎课典》等等。